# Gaudefroyite
La gaudefroyite è un minerale.